# Reichsstraße 150
Die Reichsstraße 150 (R 150) war bis 1945 eine Staatsstraße des Deutschen Reichs, die zunächst vollständig in der damaligen preußischen Provinz Schlesien lag, nach der Annexion des Sudetenlands aber auf westlich der Stadt Glatz (Kłodzko) geänderter Streckenführung bis in die Stadt Liberec (Reichenberg) verlängert wurde. Sie verlief ursprünglich von Patschkau (jetzt Paczków), wo sie von der damaligen Reichsstraße 115 abzweigte, auf der Trasse der heutigen polnischen Droga krajowa 46 nach Glatz und von dort weiter in westlicher Richtung auf der Trasse der heutigen Droga krajowa 8 – außer der neuen Umfahrung von Glatz und der Umgehung des Höllentales zwischen Polanica-Zdrój und Szczytna – bis zur polnisch-tschechischen Grenze zwischen Bad Kudowa (jetzt Kudowa-Zdrój) und Náchod. 
Nach der Angliederung des Sudetenlands wurde der Verlauf westlich von Glatz geändert; der bisherige Verlauf wurde hier Teil der Reichsstraße 325, die Reichsstraße 150 nahm nunmehr ihren Verlauf auf der Trasse der heutigen Straßen DW 381, DW 386, DW 387 und DW 385 über die heutige polnisch-tschechische Grenze durch Broumov (Braunau) und, dabei teilweise Nebenstraßen benutzend, Trutnov (Trautenau) und von hier aus weiter über die tschechische Silnice I/14 über Vrchlabí (Hohenelbe)  und Tanvald (Tannwald)  nach Liberec (Reichenberg), wo sie an der damaligen Reichsstraße 96 endete.
Ihre Gesamtlänge betrug in ihrem letzten Verlauf rund 202 Kilometer.